# Nicaraguan Liberal Alliance
Die Nicaraguanische Liberale Allianz (spanisch Alianza Liberal Nicaragüense – ALN) ist eine politische Partei bzw. Koalition in Nicaragua. Sie wurde 2005 von Eduardo Montealegre Rivas und anderen Mitgliedern der Liberalkonstitutionellen Partei gegründet und durch den Consejo Supremo Electoral mit einem Beschluss vom 1. November 1995 bestätigt. Sie ist Nachfolgerin der aufgelösten Partei der Liberalen Heilsbewegung, Partido Movimiento de Salvación Liberal (MSL).
Der ALN traten weitere liberale Parteien und Gruppierungen bei, beispielsweise die Unabhängige Liberale Partei (PLI) und die neue Liberale Partei. Auch die Konservative Partei Nicaraguas (Partido Conservador de Nicaragua – PC) ging mit der ALN eine Allianz ein. Fortan nannte sich die Allianz ALN-PC. Die PC war zwar eine politische, relativ kleine Partei, spielte aber in der Geschichte Nicaraguas immer wieder eine wichtige Rolle. Vizepräsidentschaftskandidat für die ALN wurde Fabricio Cajina, ein ehemaliges Mitglied der FSLN.
Während des Wahlkampfes traten noch weitere Parteien der ALN bei, wie zum Beispiel die Nicaraguanische Demokratische Bewegung, die Sozial-konservative Partei sowie die Bewegung Allianz für die Republik, bei der diese Parteien Mitglieder waren.
Bei der Wahl im Jahr 2006 kam der ALN-PC-Kandidat Eduardo Montealegre mit 28 % auf den zweiten Platz. Er lag aber zu weit zurück hinter Daniel Ortega, dem Gewinner der Wahl, als dass er sich für eine zweite Wahlrunde hätte qualifizieren können. Denn durch den Pakt zwischen Alemán und Ortega brauchte ein Präsidentschaftskandidat nur 40 %, um zu gewinnen, beziehungsweise sogar nur 35 %, sollte er einen Vorsprung von mindestens 5 % vor den anderen Kandidaten haben. Bei der Parlamentswahl 2006 kam die ALN auf den dritten Platz mit insgesamt 23 von 92 Sitzen im Parlament. Bei der Parlaments- und Präsidentschaftswahl 2011 bekam die Partei weniger als 1 %.